# Strougovo
Strougovo (en macédonien Стругово) est un village du sud-est de la Macédoine du Nord, situé dans la municipalité de Demir Hisar. Le village comptait 286 habitants en 2002.

## Démographie
Lors du recensement de 2002, le village comptait :
- Macédoniens : 284
- Autres : 1